# Steven Bergwijn
Steven Charles Bergwijn (Ámsterdam, 8 de octubre de 1997) es un futbolista neerlandés que juega como delantero y su equipo es el Al-Ittihad de la Liga Profesional Saudí.

## Selección nacional
Ha sido parte de la selección de Países Bajos en las categorías juveniles sub-17, sub-18, sub-19, sub-20 y sub-21.
Su primera convocatoria fue para defender la selección sub-17, luego de mostrar un buen nivel en partidos amistosos, fue seleccionado para participar del Campeonato Europeo Sub-17 a finales de 2013. Países Bajos logró llegar a la final, contra Inglaterra, y luego de empatar 1 a 1 en el tiempo reglamentario, fueron a penales pero perdieron 4 a 1. Steven disputó 9 encuentros y convirtió 7 goles.

### Participaciones en categorías inferiores
| Competición                                   | Sede     | Resultado    | Partidos | Goles |
| --------------------------------------------- | -------- | ------------ | -------- | ----- |
| Campeonato Europeo Sub-17 de la UEFA 2014     | Malta    | Subcampeón   | 9        | 7     |
| Campeonato de Europa Sub-19 de la UEFA 2016   | Alemania | Sexto puesto | 10       | 5     |
| Clasificación para la Eurocopa Sub-21 de 2017 | Europa   | Primera fase | 2        | 2     |

### Participaciones en Copas del Mundo
| Copa                 | Sede  | Resultado        | Partidos | Goles |
| -------------------- | ----- | ---------------- | -------- | ----- |
| Copa Mundial de 2022 | Catar | Cuartos de final | 4        | 0     |

### Participaciones en Eurocopas
| Eurocopa      | Sede     | Resultado   | Partidos | Goles |
| ------------- | -------- | ----------- | -------- | ----- |
| Eurocopa 2024 | Alemania | Semifinales | 2        | 0     |

### Goles internacionales
| N.º | Fecha                   | Estadio                                     | Rival   | Gol | Resultado | Competición                         |
| --- | ----------------------- | ------------------------------------------- | ------- | --- | --------- | ----------------------------------- |
| 1   | 4 de septiembre de 2020 | Johan Cruyff Arena, Ámsterdam, Países Bajos | Polonia | 1-0 | 1-0       | Liga de Naciones de la UEFA 2020-21 |

## Estadísticas

### Clubes
Actualizado al 19 de agosto de 2025.
| Club                               | Div.          | Temporada     | Liga  | Liga  | Liga   | Copas nacionales | Copas nacionales | Copas nacionales | Torneos internacionales | Torneos internacionales | Torneos internacionales | Total | Total | Total  | Media goleadora |
| Club                               | Div.          | Temporada     | Part. | Goles | Asist. | Part.            | Goles            | Asist.           | Part.                   | Goles                   | Asist.                  | Part. | Goles | Asist. | Media goleadora |
| ---------------------------------- | ------------- | ------------- | ----- | ----- | ------ | ---------------- | ---------------- | ---------------- | ----------------------- | ----------------------- | ----------------------- | ----- | ----- | ------ | --------------- |
| Jong PSV · Países Bajos            | 2.ª           | 2014-15       | 7     | 3     | 1      | —                | —                | —                | —                       | —                       | —                       | 7     | 3     | 1      | 0.43            |
| Jong PSV · Países Bajos            | 2.ª           | 2015-16       | 20    | 9     | 2      | —                | —                | —                | —                       | —                       | —                       | 20    | 9     | 2      | 0.45            |
| Jong PSV · Países Bajos            | 2.ª           | 2016-17       | 4     | 2     | 0      | —                | —                | —                | —                       | —                       | —                       | 4     | 2     | 0      | 0.5             |
| Jong PSV · Países Bajos            | Total club    | Total club    | 31    | 14    | 3      | 0                | 0                | 0                | 0                       | 0                       | 0                       | 31    | 14    | 3      | 0.45            |
| PSV Eindhoven · Países Bajos       | 1.ª           | 2014-15       | 1     | 0     | 0      | 1                | 0                | 0                | 0                       | 0                       | 0                       | 2     | 0     | 0      | 0               |
| PSV Eindhoven · Países Bajos       | 1.ª           | 2015-16       | 5     | 0     | 0      | 2                | 0                | 0                | 1                       | 0                       | 1                       | 8     | 0     | 1      | 0               |
| PSV Eindhoven · Países Bajos       | 1.ª           | 2016-17       | 25    | 2     | 1      | 2                | 0                | 0                | 6                       | 0                       | 0                       | 33    | 2     | 1      | 0.06            |
| PSV Eindhoven · Países Bajos       | 1.ª           | 2017-18       | 32    | 8     | 7      | 2                | 0                | 0                | 2                       | 0                       | 0                       | 36    | 8     | 7      | 0.22            |
| PSV Eindhoven · Países Bajos       | 1.ª           | 2018-19       | 33    | 14    | 12     | 1                | 0                | 0                | 7                       | 1                       | 1                       | 41    | 15    | 13     | 0.37            |
| PSV Eindhoven · Países Bajos       | 1.ª           | 2019-20       | 16    | 5     | 10     | 3                | 0                | 1                | 10                      | 1                       | 2                       | 29    | 6     | 13     | 0.21            |
| PSV Eindhoven · Países Bajos       | Total club    | Total club    | 112   | 29    | 30     | 11               | 0                | 1                | 26                      | 2                       | 4                       | 149   | 31    | 35     | 0.21            |
| Tottenham Hotspur F. C. Inglaterra | 1.ª           | 2019-20       | 14    | 3     | 1      | 1                | 0                | 0                | 1                       | 0                       | 0                       | 16    | 3     | 1      | 0.19            |
| Tottenham Hotspur F. C. Inglaterra | 1.ª           | 2020-21       | 21    | 1     | 3      | 3                | 0                | 0                | 11                      | 0                       | 2                       | 35    | 1     | 5      | 0.03            |
| Tottenham Hotspur F. C. Inglaterra | 1.ª           | 2021-22       | 25    | 3     | 1      | 4                | 1                | 0                | 3                       | 0                       | 0                       | 32    | 4     | 1      | 0.13            |
| Tottenham Hotspur F. C. Inglaterra | Total club    | Total club    | 60    | 7     | 5      | 8                | 1                | 0                | 15                      | 0                       | 2                       | 83    | 8     | 7      | 0.1             |
| Ajax de Ámsterdam · Países Bajos   | 1.ª           | 2022-23       | 32    | 12    | 5      | 5                | 2                | 0                | 8                       | 2                       | 1                       | 45    | 16    | 6      | 0.36            |
| Ajax de Ámsterdam · Países Bajos   | 1.ª           | 2023-24       | 24    | 12    | 4      | 0                | 0                | 0                | 7                       | 1                       | 1                       | 31    | 13    | 5      | 0.42            |
| Ajax de Ámsterdam · Países Bajos   | 1.ª           | 2024-25       | 1     | 0     | 0      | ―                | ―                | ―                | 3                       | 0                       | 1                       | 4     | 0     | 1      | 0               |
| Ajax de Ámsterdam · Países Bajos   | Total club    | Total club    | 57    | 24    | 9      | 5                | 2                | 0                | 18                      | 3                       | 3                       | 80    | 29    | 12     | 0.36            |
| Al-Ittihad Arabia Saudita          | 1.ª           | 2024-25       | 25    | 13    | 7      | 4                | 0                | 1                | ―                       | ―                       | ―                       | 29    | 13    | 8      | 0.45            |
| Al-Ittihad Arabia Saudita          | 1.ª           | 2025-26       | 0     | 0     | 0      | 1                | 1                | 0                | 0                       | 0                       | 0                       | 1     | 1     | 0      | 1               |
| Al-Ittihad Arabia Saudita          | Total club    | Total club    | 25    | 13    | 7      | 5                | 1                | 1                | 0                       | 0                       | 0                       | 30    | 14    | 8      | 0.47            |
| Total carrera                      | Total carrera | Total carrera | 285   | 87    | 54     | 29               | 4                | 2                | 59                      | 5                       | 9                       | 373   | 96    | 65     | 0.26            |
| 1. 2.                              |               |               |       |       |        |                  |                  |                  |                         |                         |                         |       |       |        |                 |

### Hat-tricks
| 1 | 14 de agosto de 2022 | Johan Cruyff Arena, Ámsterdam, Países Bajos | Ajax - FC Groningen   |  | 6 - 1 | Eredivisie 2022-23 |
| 2 | 12 de mayo de 2024   | Johan Cruyff Arena, Ámsterdam, Países Bajos | Ajax - Almere City FC |  | 3 - 0 | Eredivisie 2023-24 |

## Palmarés

### Títulos nacionales
| Título                        | Club          | País           | Año  |
| ----------------------------- | ------------- | -------------- | ---- |
| Eredivisie                    | PSV Eindhoven | Países Bajos   | 2015 |
| Eredivisie                    | PSV Eindhoven | Países Bajos   | 2016 |
| Supercopa de los Países Bajos | PSV Eindhoven | Países Bajos   | 2016 |
| Eredivisie                    | PSV Eindhoven | Países Bajos   | 2018 |
| Liga Profesional Saudí        | Al-Ittihad    | Arabia Saudita | 2025 |
| Copa del Rey de Campeones     | Al-Ittihad    | Arabia Saudita | 2025 |

### Distinciones individuales
| Distinción                                              | Año  |
| ------------------------------------------------------- | ---- |
| Equipo ideal del Campeonato de Europa Sub-17 de la UEFA | 2014 |
| Jugador de Oro del Campeonato de Europa Sub-17          | 2014 |